# Cantó de Perpinyà-1
El cantó de Perpinyà-1 és una divisió administrativa francesa, situada a la Catalunya del Nord, al departament dels Pirineus Orientals. És el número 6 dels cantons actuals de la Catalunya del Nord.

## Composició

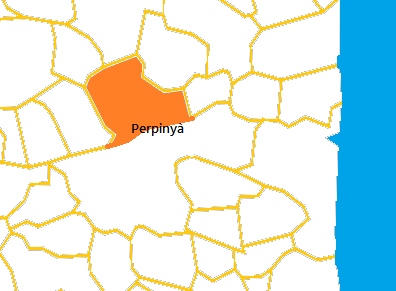
Mapa del Cantó de Perpinyà 1

El cantó de Perpinyà-1 estava format per la part de la ciutat de Perpinyà (capital del cantó) que aplega els barris de
- Polígon Nord
- Alt Vernet
- Baix Vernet
- Vernet Mitjà
- Hospital.

## Història

### 1973 - 1982
El cantó de Perpinyà-1 va ser creat durant el desmembrament de cantons Perpinyà Oest i Perpinyà Est el 1973 (Decret N. 73-819 del 16 d'agost 1973). Inicialment, el cantó de Perpinyà-1 (o del Vernet) incloïa la part del territori de la ciutat de Perpinyà al marge esquerre del riu Tet i limitada a l'oest per la comuna de Sant Esteve del Monestir, al nord per les comunes de Paretstortes, Ribesaltes i Pià, i a l'est per la de Bonpàs.

### 1982 - 2014
Després fou dividit (Decret No. 82-84 del 25 de gener de 1982): la part situada sud de l'eix determinat pel rierol Gran Vivier, l'avinguda del Mariscal Joffre, el carreró Aimé Giral, l'avinguda Paul Gauguin i novament el rierol Gran Vivier es va convertir en el cantó de Perpinyà-9 (Baix Vernet), mentre que l'Alt Vernet formava el nou cantó de Perpinyà-1.
El cantó depèn de la segona circumscripció dels Pirineus Orientals d'on ha estat diputat Fernand Siré (UMP alcalde Sant Llorenç de la Salanca).

### 2014 - Moment actual
El 2014, aplicat a partir de les eleccions departamentals del 2015, l'antic Cantó de Perpinyà-1 és l'únic que ha quedat pràcticament igual que en els períodes anteriors.
El sector de Perpinyà comprès en aquest cantó número 6, de Perpinyà-1 és el situat a l'est de l'eix de les vies públiques i límits següents: tot el sector del terme comunal de Perpinyà situat al nord de la Tet, des dels límits amb la comuna de Sant Esteve del Monestir, a l'oest, fins als límits amb la comuna de Bonpàs, a l'est. Es tracta, així, doncs, de l'antiga comuna del Vernet.
La capitalitat del cantó se situa a la ciutat de Perpinyà.

## Consellers generals
| Data d'elecció | Identitat                           | Partit                      | Qualitat                                                                                  |
| -------------- | ----------------------------------- | --------------------------- | ----------------------------------------------------------------------------------------- |
| 1973-1979      | Émile Roudayre                      | PS després DVG              |                                                                                           |
| 1979-1985      | M. Catala                           | PCF                         |                                                                                           |
| 1985-1992      | Aimé Coder                          | DVD després RPR             |                                                                                           |
| 1992 - 1998    | Jean-Paul Alduy                     | UDF                         | Enginyer general de ponts i camins Senador (2001-2011) Batlle de Perpinyà (1993-2009)     |
| 1998 - 2011    | Jean Codognès                       | PS després DVG Després EELV | Advocat, diputat (1997-2002) Conseller municipal de Perpinyà                              |
| 2011 - 2015    | Richard Puly-Belli                  | UMP                         | Adjunt al Batlle de Perpinyà                                                              |
| 2015 - 2021    | Annabelle Brunet Richard Puly-Belli | UMP                         | Consellera municipal de Perpinyà Adjunt al Batlle de Perpinyà pel sector Nord i el Vernet |